# Rolf Zacher
Pour les articles homonymes, voir Zacher.

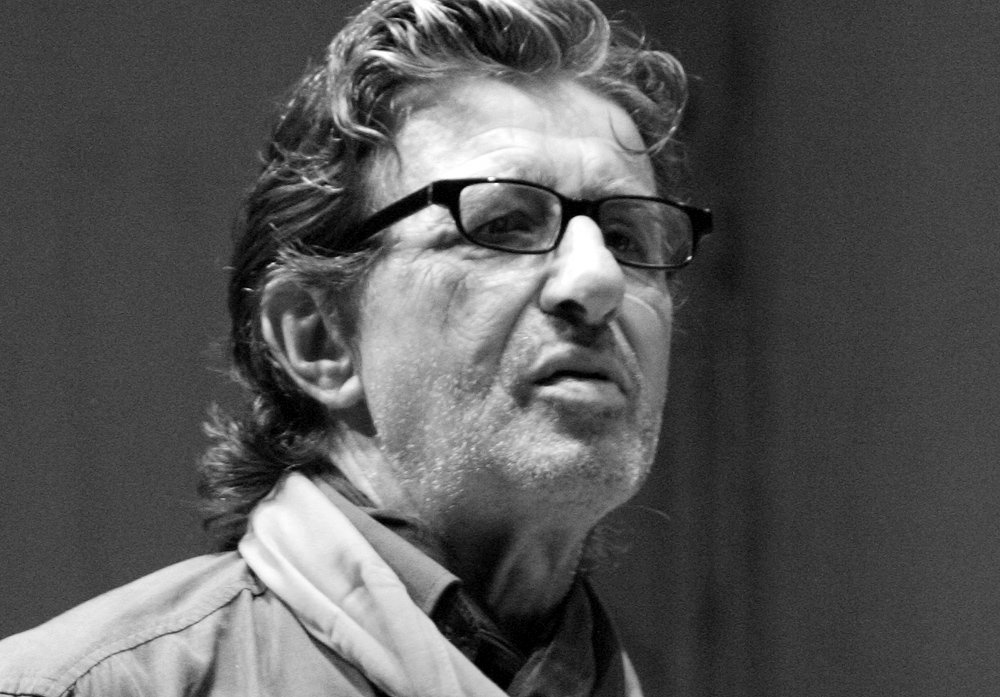
Rolf Zacher (en 2007).

Rolf Zacher, né le 28 mars 1941 à Berlin (Allemagne) et mort le 3 février 2018 à Hambourg (Allemagne), est un acteur allemand.
Zacher est apparu dans environ 190 films et émissions de télévision entre 1961 et 2016, souvent dans des rôles de personnages illustres ou excentriques.

## Biographie
Rolf Zacher est connu pour avoir joué dans le film Jaider, der einsame Jäger (1971) qui a été présenté au 21e festival international du film de Berlin.
Il remporte le Deutscher Filmpreis pour avoir interprété un criminel dans le film dramatique de Reinhard Hauff Endstation Freiheit (1980). Un critique de cinéma l'a qualifié Zacher de « meilleur petit criminel du cinéma allemand ».
En 2016, Zacher apparaît dans Ich bin ein Star – Holt mich hier raus!, la version allemande de I'm a Celebrity... Get Me Out of Here! ( Je suis une célébrité, sortez-moi d'ici !), mais doit quitter au bout de huit jours pour des raisons médicales. Il meurt dans une maison de retraite à Hambourg le 3 février 2018 à l'âge de 76 ans.

## Filmographie partielle

### Au cinéma
- 1961 : Zu jung für die Liebe? (de)
- 1964 : Das siebente Opfer (de)
- 1966 : Es
- 1966 : Lautlose Waffen
- 1967 : Kuckucksjahre (de)
- 1967 : Tamara (de)
- 1968 : Der Griller (de)
- 1968 : Morgens um sieben ist die Welt noch in Ordnung (de)
- 1968 : Liebe und so weiter
- 1968 : Der Partyphotograph (de)
- 1969 : Helgalein (de)
- 1969 : Wenn süß das Mondlicht auf den Hügeln schläft (de)
- 1970 : Mädchen mit Gewalt
- 1970 : O.k.
- 1971 : Lenz (de)
- 1971 : Jaider – der einsame Jäger (de)
- 1971 : Cream – Schwabing-Report
- 1972 : Liebe so schön wie Liebe
- 1972 : Harlis (de)
- 1974 : Chapeau Claque (de)
- 1974 : Okay S.I.R. (de) – Ein glatter Fall
- 1975 : Abelard – Die Entmannung (de)
- 1976 : Lieb Vaterland magst ruhig sein
- 1976 : Paule Pauländer (de)
- 1977 : Der Hauptdarsteller (de)
- 1978 : Son of Hitler (de)
- 1980 : Endstation Freiheit
- 1982 : Der Zauberberg
- 1982 : Die Frau mit dem roten Hut
- 1982 : Die Heartbreakers
- 1983 : Schwarzfahrer (de)
- 1984 : Schulmädchen ’84 (de)
- 1984 : Annas Mutter (de)
- 1984 : Tapetenwechsel (de)
- 1984 : Eine Art von Zorn
- 1985 : Der Formel Eins Film (de)
- 1986 : Peng! Du bist tot! (de)
- 1986 : Heidenlöcher
- 1987 : Der Sommer des Falken
- 1987 : Zum Beispiel Otto Spalt (de)
- 1987 : Ein Unding der Liebe
- 1988 : Die Venusfalle (de)
- 1988 : Rosinenbomber
- 1989 : Schweinegeld
- 1990 : Bei mir liegen Sie richtig (de)
- 1992 : Go Trabi Go 2 – Das war der wilde Osten (de)
- 1992 : Der Brocken
- 1994 : Voll normaaal (de)
- 1995 : Die Gebrüder Skladanowsky
- 1995 : Unser Charly (de) – Gewagter Einsatz
- 1996 : Aus heiterem Himmel
- 1996 : Ein Rucksack voller Lügen (de)
- 1996 : I magi randagi de Sergio Citti
- 1998 : Letzte Chance für Harry (de)
- 1998 : Federmann
- 1999 : Voll auf der Kippe
- 1999 : Stan Becker – Echte Freunde
- 2000 : Maximum Speed
- 2002 : Väter (de)
- 2004 : Guys and Balls (Guys and Balls)
- 2005 : Andersrum (de)
- 2006 : Tatort: Bienzle und der Tod in der Markthalle (de)
- 2008 : Chaostage – We Are Punks! (de)
- 2009 : Lulu & Jimi (de)
- 2009 : Die Liebe und Viktor (de)
- 2010 : Frösche petzen nicht (de)
- 2010 : Die Friseuse
- 2010 : Goebbels et le Juif Süss : Histoire d'une manipulation (Jud Süß – Film ohne Gewissen)
- 2013 : Quellen des Lebens (de)
- 2013 : Just Married – Hochzeiten zwei (de)
- 2013 : Ohne Gnade (de)
- 2014 : Quatsch und die Nasenbärbande (de)
- 2015 : À mort les hippies !! Vive le punk !
- 2016 : Mann im Spagat: Pace, Cowboy, Pace

### À la télévision
- 1965 : Gestatten – Mein Name ist Cox (de) (série télévisée, un épisode)
- 1972 : Tatort: Strandgut (de)
- 1974 : Tatort: 3:0 für Veigl (de)
- 1980 : Berlin Alexanderplatz
- 1980 : Tatort: Der gelbe Unterrock (de)
- 1985 : Tatort: Miese Tricks (de)
- 1985 : Gambit (de)
- 1985 : Tatort: Das Haus im Wald (de)
- 1989 : Tatort: Blutspur (de)
- 1992 : Tatort: Blindekuh (de)
- 1998 : Polizeiruf 110: Mordsmäßig Mallorca (de)
- 1998 : Polizeiruf 110: Discokiller (de)